# بری سیل
آدلر بریمان، بری، سیل (۱۶ ژوئیه ۱۹۳۹ – ۱۹ فوریه ۱۹۸۶) خلبان خطوط هوایی آمریکایی بود که به قاچاقچی عمده مواد مخدر برای کارتل مدلین تبدیل شد.با ۹۵۰ ملیون دلار هنگامی که سیل به جرم قاچاق محکوم شد او خبرچین اداره مبارزه با مواد مخدر شد و در چند محاکمه عمده مواد مخدر شهادت داد. او در سال ۱۹۸۶ توسط افرادپابلو اسکوبار، رئیس کارتل مدئین کشته شد.
در سال ۲۰۱۷ فیلم ساخت آمریکا با بازی تام کروز بر پایه بخشی از داستان زندگی و قتل او ساخته‌شد و در همان سال اکران شد.